# AG. Geige
AG. Geige war eine Band, die 1986 in Karl-Marx-Stadt (heute Chemnitz) in der Deutschen Demokratischen Republik gegründet wurde und bis 1993 bestand.

## Bandgeschichte

### In der DDR
Frank Bretschneider, Torsten Eckhardt (bis 1989), Jan Kummer und Ina Kummer gründeten die Band AG. Geige 1986 während der Theaterproben für das nie aufgeführte Stück eines gemeinsamen Freundes. Olaf Bender kam 1989 hinzu. „AG“ bedeutet „Arbeitsgemeinschaft“ und stellt im Zusammenhang dieses Bandnamens eine ironische Überspitzung der in der DDR allgemein geforderten kulturell-künstlerischen Massenbetätigung dar. Die Band bekam keine offizielle Spielerlaubnis – die sogenannte „Einstufung“ –, erhielt aber nach wiederholtem Insistieren einer Galeristin des städtischen Kunsthandels das Prädikat „Volkskunstkollektiv der ausgezeichneten Qualität“, das ihnen öffentliche Auftritte erlaubte.
Die Band spielte elektronische Musik mit Synthesizern, Samplern, Tonbandgeräten (für Klangschleifen), Gitarre, (Sprech-)Gesang und später Computern. Die Visuals aus nachträglich bearbeiteten Super-8-Filmen bzw. später 16-mm-Filmen und die aufwändigen dadaistischen Kostüme der Bandmitglieder ergänzten nicht nur die Musik, sondern waren bestimmender Bestandteil ihrer multimedialen Bühnenperformance. Musik und Film waren eng miteinander verzahnt, teilweise triggerte die Tonspur des Films Signalketten an Synthesizer und Computer. Problematisch war für sie unter den begrenzten Möglichkeiten in der DDR die Beschaffung der Technik. Der von ihnen verwendete westliche Synthesizer Korg MS 20, das „Herzstück der Band“, kostete damals 10.000 Mark. Weiterhin problematisch bei Live-Auftritten war die mangelnde Verlässlichkeit des Equipments und die Ausstattung der vor Ort vorhandenen Veranstaltungstechnik, die meist nur aus einer Mono-Gesangsanlage bestand.
Stilistisch beeinflusst waren AG. Geige von den Residents. Freundschaftlich und künstlerisch verbunden sind AG. Geige mit Bands wie Zwitschermaschine und Die Gehirne.
Die Texte beziehen sich auf den Dadaismus der 1910er und 1920er Jahre. Frank Apunkt Schneider umschreibt sie mit „freischwebende Abgedrehtheit, die weit über den Dingen und doch zugleich mitten im Alltag stand“, als „fröhlichen Reichtum“, der „Zeichen einer besonderen Fülle“ sei.
In der zweiten Hälfte der 1980er Jahre erspielten sich AG. Geige über Lutz Schramms Sendung Parocktikum auf dem Sender DT64 schnell ein relativ großes Publikum im DDR-Underground. Die Band brachte ihr erstes Album Yachtclub & Buchteln 1987 als Kassette auf Frank Bretschneiders Label KlangFarBe heraus. Bretschneider produzierte sie in seinem Studio Sonnenklang wie auch die Produktionen von Heinz & Franz, Möbius und anderen, die auch auf KlangFarBe erschienen. Das zweite Album Trickbeat erschien 1989 ebenfalls als Kassette. Im gleichen Jahr trugen AG. Geige den Track Das Möbiusband / Zeychen und Wunder zum Parocktikum-Sampler bei. AG. Geige erhielten 1988 das Angebot, in Westberlin zusammen mit den Einstürzenden Neubauten auf einem Festival zu spielen. Ihre Reise ins nichtsozialistische Ausland wurde jedoch nicht genehmigt, da sie nicht als „Aushängeschilder für sozialistische Jugendkultur“ bewertet wurden.

### In der Wendezeit
Das zweite Album Trickbeat wurde 1989 – nach der Wende – als LP beim staatseigenen Plattenlabel Amiga veröffentlicht.
Mit 200 weiteren Underground-Künstlern aus der DDR traten sie auf Einladung der französischen Präsidentengattin Danielle Mitterrand im Pariser Grande Halle de la Villette in der vom 19. bis 21. Januar 1990 stattfindenden und von Christoph Tannert sowie von Maurice Najmann organisierten Schau L’autre Allemagne hors les murs auf. Die Band trat nun weiterhin in Westdeutschland (u. a. auf der Popkomm), in der Schweiz und in Frankreich auf und spielte lange und weitreichende Touren.
Ein großes Konzert fand 1991 im Rahmen des dritten internationalen Artrock-Festivals in Frankfurt am Main statt. Die Band war in den folgenden Jahren auch auf diversen Samplern vertreten. Ab Anfang der 1990er Jahre fanden AG. Geige zwar Beachtung in diversen Szenezeitschriften wie beispielsweise der Zillo. Auch die lokale Chemnitzer Tageszeitung Freie Presse bezeichnete sie zu dieser Zeit als die bekannteste Band der Stadt. Westdeutsche Medien waren jedoch völlig desinteressiert am ostdeutschen Underground, die meisten ostdeutschen Medien wie DT64 waren zusammengebrochen oder wurden abgeschaltet.
AG. Geige veröffentlichten 1991 ihr Album Raabe? auf dem Berliner Label Traumton. 1992 erschien das Buch Von Fröschen und Träumen in Michael Rudolfs Verlag Weisser Stein. Es enthält eine Auswahl von Songtexten der Band und Grafiken ihrer Mitglieder.
Die Wendezeit stellte die Bandmitglieder vor die existenzielle Frage: „Wie lebt man als Künstler im kapitalistischen System?“ Das Geldverdienen war in der DDR zweitrangig, (Underground-)Künstler mussten sich in dem repressiven Staat eher auf das Erwirken von Handlungsspielräumen konzentrieren. Der Wechsel des Systems brachte eine große finanzielle Ungewissheit und damit die Ungewissheit über die Rolle der Künstler mit sich. Weiterhin brachte der Systemwechsel die Notwendigkeit, sich als Künstler eine neue glaubhafte und relevante Position in der Gesellschaft zu erarbeiten, was nicht so einfach und bruchlos möglich war.

### Auflösung und weitere künstlerische Tätigkeit der Bandmitglieder
Im Jahr 1993 löste sich die Band aus künstlerischen Gründen auf. Im gleichen Jahr war das Erscheinen eines vierten Albums (Yachtclub & Buchteln mitgezählt) bis zum Jahresende angekündigt worden. Dieses Album mit dem Arbeitstitel AG Geige 3 wurde fertig produziert, erschien jedoch nie. Die Aufnahmen tauchten erst Jahre später im Internet auf. Die Musik ist energetischer und sperriger, textlich und produktionstechnisch schließt sie an die Vorgängeralben an. Das erste Album Yachtclub & Buchteln wurde 1996 auf CD re-released.
Diverse Bandmitglieder arbeiteten nach der Auflösung der Band als Grafikdesigner, im Textilien- und Taschenvertrieb, in der Sozialarbeit oder eröffneten einen Laden für Tonträger und Kleidung. Sie fanden jedoch nach gewisser Zeit in ihre Rolle als bildende oder Multimediakünstler. Frank Bretschneider und Olaf Bender betätigen sich seitdem als elektronische Musiker. Sie gründeten 1995 das Label Rastermusic, das 1999 mit Noton zu Raster-Noton fusionierte, das weltweit neben A-Musik und Mille Plateaux als eines der renommiertesten Labels für experimentelle elektronische Musik mit Affinität zu bildender und Konzeptkunst gilt. Raster-Noton wird heute von Olaf Bender und Carsten Nicolai geführt.

## Rezeption
Der Dokumentationsfilm AG Geige – Ein Amateurfilm (2012) von Regisseur Carsten Gebhardt enthält Filmaufnahmen von Live-Auftritten sowie Interviews mit den Bandmitgliedern, Radiomachern, Veranstaltern und Kuratoren. Ursprünglich war die Veröffentlichung einer Sammelbox mit dem Film, bisher unveröffentlichtem Audiomaterial sowie mit dem mittlerweile vergriffenen Buch Von Fröschen und Träumen geplant. Schließlich erschien 2016 über mailorder.majorlabel.de die auf 350 Exemplare limitierte Box Zeychen & Wunder. Diese enthält die Vinylausgaben der LPs Yachtclub & Buchteln, Trickbeat, Raabe? und 3. Ebenfalls enthalten ist die Kompilation-LP Rundfunk, Cover, Live, die DVD-Fassung von AG Geige – Ein Amateurfilm, eine Kassette des AG Geige Nebenprojekts Machinehead sowie zwei Hefte mit Texten und Bildern von und zur Band.

## Trivia
- Die Kinder von Ina Kummer und Jan Kummer sind Felix Kummer und Till Kummer, die bei der Band Kraftklub – unter dem Künstlernachnamen Brummer – spielen,[10] sowie Nina und Lotta Kummer, mit ihrer Band Blond.[11]

## Diskografie
- 1986: Yachtclub & Buchteln, Kassettenalbum, auf KlangFarBe (kFB 006)
- 1987: AG Geige – Rundfunk Produktion[12]
- 1989: Trickbeat, Kassettenalbum, auf KlangFarBe (kFB 008), später im Jahr als Vinyl-Album (8 56 491) und Kassettenalbum (0 56 491) auf Amiga
- 1989: Track Das Möbiusband / Zeychen und Wunder auf dem Sampler Parocktikum, Vinyl-Sampler, auf Amiga (856409)
- 1989: Die Atominoes Live Tage der Jugend 19. Januar 1989 im PdR, Nebenprojekt der AG. Geige mit Covers von Led Zeppelin, Pink Floyd u. a. im AG.-Geige-Stil
- 1990: Trickbeat, CD-Album und Vinyl-Album auf Zong (2170 018)
- 1990: Track Perfekte Welt auf dem Sampler Parocktikum 2, Kassettensampler, auf Zensor (ZS 109)
- 1991: Raabe?, Vinyl-Album und CD, auf Zensor (ZEN 2)
- o. J.: Elektronische Geräusche, Split-Kassettenalbum zusammen mit der Band Expander des Fortschritts, auf Heimat Kassetten (HK 13), limited edition
- 1992: Live Im JoJo Berlin 1992, Kassettenalbum, auf Heimat Kassetten (HK 15), limited edition
- 1993: 3, unveröffentlichtes Album, CDr
- 1998: Yachtclub & Buchteln, CD-Album, auf KlangFarBe (kFB 006) und Rastermusic
- 2014: AG Geige – Ein Amateurfilm, DVD auf Raster-Noton (ext007), mit 19 audiovisuellen Tracks der AG Geige bzw. Live-Aufnahmen im Bonusbereich
- 2016: Zeychen & Wunder, LP-Box, auf mailorder.majorlabel.de, Werksschau mit 5 LPs und einer MC

## Film
- AG Geige – Ein Amateurfilm. 2012, Regie: Carsten Gebhardt